# Oslo (Minnesota)
Pour les articles homonymes, voir Oslo.
Oslo est une ville américaine située dans le Comté de Marshall, dans le Minnesota. Selon le recensement de 2010, sa population est de 330 habitants.